# Готшалк, Луи Моро
Луи Моро Готшалк (Готчок) (англ. Louis Moreau Gottschalk; 8 мая 1829 — 18 декабря 1869) — американский пианист и композитор, известный своими романтическими фортепианными произведениями. Большую часть своей творческой карьеры провёл за пределами родной страны.

## Биография
Луи Моро Готшалк родился в Новом Орлеане, его отцом был еврей-бизнесмен из Лондона, матерью — креолка. Некоторое время его семья, в которой было помимо него ещё шесть детей, жила во Французском квартале города, затем Луи переехал к своей бабушке по материнской линии, имевшей гаитянское происхождение, на 518 Conti Street. Игрой на фортепиано увлекался с раннего детства, известность среди местной буржуазии получил ещё в детском возрасте, а его дебют на сцене как пианиста произошёл в 1840 году.
В 1842 году, в возрасте 13 лет, Готшалк покинул США и отправился в Европу получать образование. Готшалк хотел изучать музыку, но в приёме в Парижскую консерваторию ему отказали — по преданию, руководитель фортепианного класса Пьер Циммерман отказался от прослушивания со словами: «Америка — это страна паровых моторов». Тем не менее, Готшалк смог получить доступ к музыкальному образованию благодаря связям своего отца: частные уроки ему давали известные парижские специалисты Шарль Алле, Камиль Стамати и Пьер Мальдан. В 1845 году Готшалк дебютировал в Париже с концертом, а на рубеже 1840-50-х гг. уже гастролировал по Франции, Испании и Швейцарии.
В 1853 году вернулся в США, но почти сразу же отправился путешествовать по странам Центральной и Южной Америки и к 1860-м годам считался самым известным пианистом Нового света. Свой родной город он посещал лишь изредка, но всегда и везде представлялся новоорлеанцем. В мае 1865 года пресса Сан-Франциско писала о нём как о человеке, который проехал 95000 миль по железной дороге и дал тысячу концертов.
В том же году Готшалк завязал роман со студенткой семинарии в Окленде, Калифорния; когда связь раскрылась, ему грозило обвинение в изнасиловании, поэтому он был вынужден покинуть США, решив больше никогда не возвращаться на родину и отправиться в Южную Америку. Там он продолжил давать частные концерты и, видимо, в 1869 году заразился малярией. Потеряв сознание на одном из концертов, Готшалк умер спустя три недели в возрасте 40 лет. Точная причина его смерти неизвестна до сих пор (это могла быть передозировка хинина или абсцесс брюшной полости как осложнение). В 1870 году его останки были переданы в США и захоронены в Нью-Йорке. На его могиле был установлен памятник, разрушенный вандалами в 1959 году.

## Исполнительская манера
Согласно Николасу Руису Эспадеро, Готшалк объединил в себе классическую, традиционную культуру и прогресс. Он не колеблясь вносил новшества и был в этом отношении смелее, чем большинство великих мастеров своего инструмента; его изобретательность подсказала ему новые способы взятия нот, усиления эффектов и использования педалей. Эспадеро назвал Готшалка реформатором «фортепианного туше». Отмечая в его манере поэтическое чувство, возвышенную грацию, чувственность и нежность в соединении с силой, страстью, величественностью, подвижностью и широтой «инвенций», Руис Эспадеро утверждал, что в каком-то смысле тот, несомненно, ближе к Шопену, чем любой другой художник.
Согласно его мнению, Готшалк предпочитал оставаться в приятных долинах, но, как все поэты, ведомый внезапным импульсом, иногда взлетал до вершин. В минуты своих озарений пианист напоминал ему тех увлечённо танцующих венгерок, что портили небрежно закреплённые в причёске драгоценности и ценный жемчуг, разбрасывая их вокруг себя.

## Произведения
Из-за кипучей деятельности Готшалка, его многочисленных путешествий и концертов, многие его сочинения так и не были записаны на бумаге. Его надо было уговаривать это сделать, и опубликованные произведения являются лишь тенью всех его творений — писал его друг Николас Руис Эспадеро в предисловии к первой публикации «Тарантеллы».
Готшалк восхищался Листом и посвятил ему свою пьесу «Мазепа».
Его композиции для фортепиано — как, например, баллады, pensée poétique, danse ossianique, le bananier, chanson nègre, — носили салонный характер.

## На балетной сцене
В 1860 году хореограф Август Бурнонвиль использовал музыку Готшалка в балете «Вдали от Дании», поставив на неё танец негров, вокруг которого был выстроен весь спектакль. 
В 1964 году хореограф Джордж Баланчин поставил на музыку «Большой тарантеллы», специально оркестрованной для фортепиано с оркестром композитором Херши Кеем, балет «Тарантелла» — виртуозное па-де-де для Патрисии Макбрайд и Эдуарда Виллеллы. Говоря об этом произведении Готшалка, он охарактеризовал его как «восхитительную вещь, полную скорости и настроения».